# Out of the Silent North
Out of the Silent North è un film muto del 1922 diretto da William Worthington. Prodotto e distribuito dalla Universal Film Manufacturing Company, aveva come interpreti Frank Mayo, Barbara Bedford, Frank Leigh, Harris Gordon.

## Trama
Pierre Baptiste è un giovane semplice e ingenuo che vive in una sperduta stazione commerciale canadese persa nelle foreste ed è innamorato di Marcette, la figlia del gestore dell'emporio. Un giorno, in inverno, giunge dall'Inghilterra uno straniero, Stannard, arrivato sin lì alla ricerca dell'oro. Un suo presunto amico, tale Nefferton, progetta di rubargli la concessione e lo manda allo sbaraglio mentre si sta preparando una tempesta di neve. Marcette, che si è presa una cotta per l'inglese, si preoccupa per lui e chiede a Pierre di andarlo a cercare. Pierre lo trova privo di sensi in mezzo alla neve e lo porta in salvo. Stannard prende a lavorare con sé Pierre e i due, qualche tempo dopo, trovano una vena d'oro. Mentre Stannard si sta riprendendo da un infortunio, Nefferton cerca di intestare a sé la scoperta ma Pierre si accorge che la documentazione contiene degli errori. In corsa per arrivare primo all'ufficio del registro, Pierre batte il suo avversario, scoprendo anche che Marcette è ancora innamorata di lui.

## Produzione
Il film fu prodotto dalla Universal Film Manufacturing Company.

## Distribuzione
Il copyright del film, richiesto dalla Universal, fu registrato il 12 giugno 1922 con il numero LP17952.

Distribuito dalla Universal Film Manufacturing Company e presentato da Carl Laemmle, il film uscì nelle sale statunitensi il 19 giugno 1922.
In Portogallo, fu distribuito il 29 dicembre 1924 con il titolo Nos Confins do Silencioso Norte.
Non si conoscono copie ancora esistenti della pellicola che viene considerata presumibilmente perduta.